# Cornechiniscus schrammi
Cornechiniscus schrammi är en djurart som tillhör fylumet trögkrypare, och som först beskrevs av Hieronymus Dastych 1979.  Cornechiniscus schrammi ingår i släktet Cornechiniscus och familjen Echiniscidae. Inga underarter finns listade i Catalogue of Life.